# Elementor
Elementor Ltd. はイスラエルのソフトウェア会社で、ウェブ開発サービスを提供している。
Elementorウェブサイトビルダーは、WordPress のユーザーが ドラッグ・アンド・ドロップ で レスポンシブウェブデザイン なウェブサイトを作成・編集できる。

Elementorはフリーミアムな無料で使えるバージョンと、有料のElementor Proがあり、追加機能や700以上のアドオンが含まれている。
2020年4月現在、Elementorは50以上の言語に対応し、世界で400万以上のアクティブインストールがありWordPressプラグインで7番目に人気がある。
オープンソースでGPLv3ライセンスのプラットフォームで、世界のトップ1Mのウェブサイトのうち2.24%を占めている。
最初の機関投資家向け資金調達で、Lightspeed Venture Partnersから1,500万ドルを調達した。

## 歴史
Elementorは2016年にYoni LuksenbergとAriel Kliksteinによって設立された。
マイルストーン：
- 100万のウェブサイトがElementorで構築される：2018年7月5日[6][7]
- 200万のウェブサイトがElementorで構築される：2019年2月18日[8]
- 300万のウェブサイトがElementorで構築される：2019年8月14日[9]
- 400万のウェブサイトがElementorで構築される：2020年1月29日[10]

2022年2月11日現在、Elementorは無料プラグインバージョン3.5.5、有料プラグインバージョン3.6.0を公開されている。

### コミュニティ
世界中で61,000人以上のメンバーが活動しているコミュニティがある。
Elementorのコミュニティでは、世界中で定期的にミーティングが開かれていて、Elementorの紹介や使い方などサポートを目的としている。
3月31日、ElementorはWebクリエイターのためのExpert Networks を開始した。

### 受賞
- Torque's 2019 Plugin Madness Awardを受賞[14]
- アトラス・アワードの「ベスト・イスラエル・スタートアップ2019」のファイナリストに選出[15]
- 2019年に最も有望なイスラエルのスタートアップトップ50に選出[16]
- Torque's 2020 Plugin Madness Awardを受賞[17]

### パートナーシップと買収
2019年、ElementorはWordPressテーマブランドのLayers WPを買収し、Layersテーマを無料で利用できるようになった。同年、ElementorはA2 Hostingと提携し、ユーザーにホスティングアカウントを提供。

## 参照
1. 1 2 3  About Elementor.com
2. 1 2  Tal Morgenstern, The Rise of the Web Creator: Announcing Lightspeed’s Investment in Elementor, Medium
3. ↑  Browse: Popular, WordPress.org
4. ↑  Terms & Conditions, Elementor.com
5. ↑  Elementor Usage Statistics, BuiltWith
6. ↑  Elementor Reached 1M Active Users: The Value of Essential Addons, WPBLOG
7. ↑  Ep. 018: Elementor's untold journey to 1 Million users!, strikegold, December 3, 2018
8. ↑  Elementor Reached 2 Million Active Installs, Within 7 Months After The First Million, CrispLive
9. ↑  WordPress website building platform Elementor now on 3 million sites, TechRepublic
10. ↑  Elementor Hits 4 Million Websites in Record Time, Yahoo! Finance
11. ↑  Elementors group on Facebook.com
12. ↑  Elementor Meetups, Meetup website
13. ↑  “Elementor Experts – Market place for Elementor web creators” (英語). 2021年11月3日閲覧。
14. ↑  Elementor Wins Torque’s 2019 Plugin Madness, WPengine, April 29, 2019
15. ↑  The finalists in 2019, atlasaward.org
16. ↑  Calcalist's Top 50 Startups 2019: #18-#25, Calcalist
17. ↑  Elementor Wins Plugin Madness 2020, WPengine, April 13, 2020
18. ↑  Elementor Acquires Layers WP to Expand Compatible Theme Options for Users, WordPress Tavern
19. ↑  A2 Hosting Partnership With Elementor To Increase Speed, Security For All Users, PR Newswire